# Sunday (Albert West)
Sunday is de debuutsingle van Albert West als soloartiest. Zijn "oude" band The Shuffles werd op sommige uitgaven ook nog genoemd. Het is de enige single waarop soloartiest en zijn band als uitvoerenden worden genoemd. Na deze single werd de scheiding definitief. Sunday is onder meer geschreven door Shuffles-gitarist Henk van den Heuvel (Hank Hillman) en muziekproducent en baas van CBS Nederland John J. Vis (Fisher). Producer Lion J Swaab, ook wel Leon Swaab was bij de oprichting van CBS betrokken. Sunday verscheen pas in 1976 op een album van West: My dear rose.
Het arrangement was van Martin Gale, pseudoniem voor Rinus van Galen, die tevens orkestleider was. Verwacht mag worden dat het begeleidend orkest bestond uit leden van The Skymasters waar Gale lid van was.
Sunday stond in de tipparades van de Nederlandse Top 40 (zes weken) en de Daverende 30 (twee weken), maar wist de hoofdlijsten niet te halen. Dat zou spoedig anders worden. West had meer dan twintig hits in de Single Top 100 een haar voorlopers, voordat hij in 2015 overleed.